# Інформаційно-обчислювальний центр Південно-Західної залізниці
Інформаційно-обчислювальний центр Південно-Західної залізниці (ІОЦ ПЗЗ) — забезпечує впровадження, функціонування і розвиток автоматизованих систем керування та контролю за виробничою діяльністю, економічними показниками, фінансами та майновими ресурсами Південно-Західної залізниці.
Заснований в 1971. Налічує понад 700 фахівців

## Діяльність
ІОЦ ПЗЗ забезпечує експлуатацію та розвиток:
- систем керування вантажними та пасажирськими перевезеннями,
- системи обслуговування пасажирів приміського залізничного транспорту,
- автоматизованої системи бухгалтерського обліку,
- засобів електронної пошти та мережі передачі даних залізниці,
- автоматизованих робочих місць фахівців практично всіх підрозділів залізниці
- оформлення електронних проїзних та перевізних документів,
- електронного документообігу та інше.

## Історія
У 1966 на Південно-Західній залізниці була створена ініціативна група із розробки основ та впровадження обчислювальної техніки на залізниці у складі 5-ти осіб: Гринь Василь Федорович (? — 2021), Неіжко Іван Іванович, Чеботарьова Людмила Іванівна, Баландіна Любов Яківна та Федорова Світлана Олександрівна.
11 березня 1968 за наказом керівництва залізниці № 15-Н-490 створена Дорожня лабораторія електронно-обчислювальної техніки при Київській фабриці механізованого обліку з метою підготовки первинних даних для проектування і будівництва автоматизованої системи управління перевізним процесом.
У 1969 отримана та встановлена на виробничих площах ШЧ-9 (вулиця В'ячеслава Липинського, 5) перша на ПЗЗ ЕЦОМ «Мінськ-22», на якій у період 1969—1970 були впроваджені та вирішувались в основному статистичні задачі.
10 квітня 1969 наказом керівництва залізниці № 31-Н «Про впровадження електронної обчислювальної техніки на залізниці» було передбачено цілий ряд організаційно-технічних заходів щодо розробки, технічного оснащення, впровадження задач виробничої діяльності залізниці, зокрема проекту будівництва будівлі обчислювального центру.
Дорожня лабораторія під керівництвом Ревунця Захара Никифоровича розширилася до 4-х відділів:
1. математичних розрахунків та програмування — начальник Чеботарьова Людмила Іванівна,
2. електронної обчислювальної техніки — начальник Цоглін Валерій Евсійович,
3. видачі результативних матеріалів — начальник Богданов Ігор Кузьмич
4. зв'язку і приймально-передавальної апаратури — начальник Неіжко Іван Іванович.

З 1 січня 1971 наказом начальника залізниці Кривоноса Петра Федоровича від 22 грудня 1970 № 129-Н на виконання розпорядження Міністерства шляхів сполучення від 27 листопада 1970 № Г-31665 створено обчислювальний центр Південно-Західної залізниці (6-й по МШС) у складі 5-ти відділів.
У 1983 завершено будівництво та введено в експлуатацію 8-ми поверхову будівлю обчислювального центру. Поява 8400 м². виробничих площ дозволило перейти до впровадження основних автоматизованих систем керування перевізним процесом залізниці.
У 1984—1985 введена в експлуатацію автоматизована система керування вантажними перевезеннями (АСОУП). Наказом залізниці від 24.12.1985 р. № 116-Н на ОЦ
створено відділ АСОУП.
З 1 листопада 1986 наказом керівництва залізниці від 9.09.1986 р. № 88-Н на виконання наказу МШС від 11.12.1984 р. № 49-Ц до обчислювального центру було приєднано ДМСС у складі 3-х відділів.
8 червня 1987 наказом керівництва залізниці обчислювальній центр ПЗЗ (ОЦ) перейменовано у інформаційно-обчислювальний центр ПЗЗ (ІОЦ).
З 01 січня 1989 ІОЦ ПЗЗ першим по МШС переведено на повний госпрозрахунок та став Юридичною особою.
12 грудня 1993 наказом Міністра транспорту України № 423 на базі двох відділів ІОЦ ПЗЗ створено Головний інформаційно-обчислювальний центр Укрзалізниці. (ГІОЦ Укрзалізниці). Першими керівниками ГІОЦ УЗ стали спеціалісти цих відділів спочатку Подлєсних
Геннадій Іванович, а з 2002 Мурзін Володимир Святославович.
З 1 жовтня 2000 наказом залізниці від 28 вересня 2000 № 244-Н ІОЦ ПЗЗ перетворено на інформаційно-статистичний центр (ІСЦ) шляхом передачі до його складу служби статистики та відділів статистики на усіх дирекціях залізниці. Кількість структурних підрозділів ІСЦ ПЗЗ досягло 30 -ти.
З 1 січня 2007 згідно з наказом Укрзалізниці від 01 листопада 2006 № 392-Ц ІСЦ
перетворено на інформаційно-обчислювальний центр (ІОЦ) залізниці з передачею штату
статистичних підрозділів до складу новоутворених Управління статистики Укрзалізниці та служби статистики ПЗЗ.
Усі ТЕХПД центру було об'єднано у єдиний технологічний центр з обробки перевізних документів (ЄТЕХПД) на правах відділу ІОЦ ПЗЗ, а відділи ТЕХПД регіонів — на правах секторів ЄТЕХПД.
З 2007 року розпочалося впровадження в експлуатацію системи автоматизованого бухгалтерського обліку (ФОБОС)
У період з 01 січня 1971 по теперішній час штат виріс з 69 до 764 одиниць. Найбільша середньоспискова чисельність ІОЦ ПЗЗ досягала 893 одиниці в 2005 році. Основні фонди на 01 січня 2009 досягли 182,1 млн грн.
З 01.12.2015 р. відповідно до постанови Кабінету Міністрів України від 25.06.2014 № 200 про утворення ПАТ «Укрзалізниця» [Архівовано 21 січня 2022 у Wayback Machine.], на виконання рішення правління ПАТ «Укрзалізниця» від 21.10.2015 протокол № 1, на підставі Положення про РФ «ПЗЗ», затвердженого протоколом № 5 засідання правління ПАТ «Укрзалізниця» від 16.11.2015, ІОЦ ДТГО «ПЗЗ» було перейменоване у виробничий підрозділ ІОЦ регіональної філії «Південно-Західна залізниця»
З 01.06.2016 р. наказом ПАТ «Укрзалізниця» № 232 від 31.03.2016, виробничий підрозділ ІОЦ ПЗЗ було приєднано до головного інформаційно-обчислювального центру разом з іншими ІОЦ залізниць, та змінено його назву на виробничий підрозділ «Київське відділення» філії «ГІОЦ» ПАТ «Укрзалізниця» зі штатним розписом 515 штатних одиниць.

## Керівники
- Ревунець Захар Никифорович — з 01 січня 1971 по квітень 1972
- Нікулін Іван Петрович (1929—2002) — з квітня 1972 по квітень 1999
- Коваль Володимир Прокопович — з квітня 1999 по березень 2002
- Міненко Володимир Дмитрович — з квітня 2002 по лютий 2004, з вересня 2005 по січень 2007
- Шевченко Микола Григорович — з лютого 2004 по вересень 2005, з серпня 2007 по грудень 2008
- Тревогін Ігор Іванович — з лютого по серпень 2007
- Грушко Анатолій Володимирович — з грудня 2008